# Kruszewie (wzgórze)
Kruszewie (kaszb. Krëszewié) – wzgórze o wysokości 158,2 m n.p.m. na Pojezierzu Kaszubskim, położone w woj. pomorskim, w powiecie wejherowskim, na obszarze gminy Łęczyce.
Na zachód od wzniesienia przepływa Jeżowska Struga. Ok. 1 km na północny wschód leży wieś Bożepole Małe.
Na zachód od Kruszewia znajduje się Dąbrowa Góra (210 m n.p.m.).
Na polskiej mapie wojskowej z 1937 r. oznaczając wzgórze podano polski egzonim Kruszla Góra.
Nazwę Kruszewie wprowadzono urzędowo w 1949 roku, zastępując poprzednią niemiecką nazwę Krauschel Berg.